# Procyon (genre)
Pour les articles homonymes, voir Procyon (homonymie).
Ratons, Ratons laveurs
Genre
Procyon est un genre de petits mammifères carnivores de la famille des procyonidés regroupe les ratons. Ces espèces, originaires d'Amérique, sont largement répartis du Nord du Canada jusqu’en Argentine au Sud. Le raton laveur (Procyon lotor) en est l’espèce-type et également la plus représentée, si bien qu’elle donne souvent son nom aux différents animaux du genre. Très populaire, cette dernière a été introduite par l’homme à travers le monde, notamment au Japon et en Europe.
Leur classification fait encore débat au sein de la communauté scientifique et de nombreux membres de l’espèce du Procyon lotor sont souvent classés ou reclassés : certains deviennent des espèces distinctes comme le raton de Cozumel, d’autres sont reclassés comme de simples sous-espèces comme le raton laveur de la Guadeloupe. Des études génétiques ont montré que les parents les plus proches des ratons sont les bassaris du genre Bassariscus,,, dont ils ont divergé il y a environ 10 millions d'années.

## Étymologies
Le terme Procyon est un néologisme de facture grecque qui peut se traduire soit par « avant le chien » ou « qui ressemble au chien ». Il est utilisé pour la première fois en zoologie par Gottlieb Konrad Christian Storr pour classifier le raton laveur originellement classé par Linné dans la famille des Ours dans son systema naturae en 1758. Il est également possible que Storr ait eu son mode de vie nocturne à l'esprit et ait choisi l'étoile Procyon comme éponyme pour le genre.
Le terme « raton » est un mot qui aurait été créé par les trappeurs de la Nouvelle-France, par analogie au terme anglais raccoon issu de l’algonquin ärähkun, déverbal de ärähkuněm « il gratte avec les mains »,,. L’appellation « raton » seule, est moins utilisée, le nom vernaculaire le plus systématique en français étant celui de « raton laveur » de par la faible littérature francophone existante concernant les espèces autres que Procyon lotor.   

## Caractéristiques générales
Les ratons sont des animaux à l’aspect inhabituels pour des carnivores : leurs pouces, bien que non opposables, leur permettent d'ouvrir de nombreux contenants fermés comme les poubelles et les portes. Ils sont omnivores avec une réputation d'être malins et espiègles ; leur intelligence et leur dextérité comparable à certains primates leur permettent de survivre dans une grande variété d'environnements. Les pattes arrière des ratons sont plantigrades, similaires à celles des ours.  
Ils sont l'une des rares espèces de taille moyenne à grande qui ont étendu leur aire de répartition sous l’influence humaine. Ils se sont bien adaptés aux environnements urbains, en fouillant dans les poubelles et d'autres sources de nourriture.
Les ratons sont parfois considérés comme des espèces nuisibles et sont considérés comme une espèce envahissante hors de leur aire de répartition initiale, notamment en Europe. 
Bien que cela puisse varier selon les espèces, les ratons mesurent généralement entre 50 et 100 cm de long, y compris la queue, et pèsent entre 4,5 et 16 kg. La queue du raton mesure entre 20 et 40 cm de long. Les mâles sont généralement plus grands que les femelles. 
Les ratons peuvent vivre jusqu'à 16 ans dans la nature, bien que la plupart ne survivent pas à leur deuxième année. Un raton qui survit à sa jeunesse vivra en moyenne cinq ans. Les principales causes de mortalité incluent l’influence humaine, par la chasse et le trafic routier, ainsi que la malnutrition.

## Phylogénie
|  | l’Olingo et l’Olinguito (Bassaricyon) |
|  |                                       |
|  | Les coatis (Nasua) et Nasuella        |
|  |                                       |

|  | Les ratons (Procyon)          |
|  |                               |
|  | Les Bassariscus (Bassariscus) |
|  |                               |

|  | l’Olingo et l’Olinguito (Bassaricyon) |
|  |                                       |
|  | Les coatis (Nasua) et Nasuella        |
|  |                                       |

|  | Les ratons (Procyon)          |
|  |                               |
|  | Les Bassariscus (Bassariscus) |
|  |                               |

|  | l’Olingo et l’Olinguito (Bassaricyon) |
|  |                                       |
|  | Les coatis (Nasua) et Nasuella        |
|  |                                       |

|  | Les ratons (Procyon)          |
|  |                               |
|  | Les Bassariscus (Bassariscus) |
|  |                               |

|  | l’Olingo et l’Olinguito (Bassaricyon) |
|  |                                       |
|  | Les coatis (Nasua) et Nasuella        |
|  |                                       |

|  | Les ratons (Procyon)          |
|  |                               |
|  | Les Bassariscus (Bassariscus) |
|  |                               |

## Liste des espèces
Selon Catalogue of Life (30 mars 2015), ITIS (30 mars 2015) et Mammal Species of the World (version 3, 2005)  (30 mars 2015) :
| Image | Nom scientifique                             | Nom commun                                 | Description | Répartition |
| ----- | -------------------------------------------- | ------------------------------------------ | --- | --- |
|       | Procyon lotor (Linnaeus, 1758)               | Raton laveur, raton laveur commun ou raton | Le raton laveur peut vivre aussi bien en milieu urbain qu’en milieu naturel. Bien qu’il ne soit pas une espèce domestiquée, il est souvent détenu en captivité et gardé comme animal de compagnie.                  | Du sud du Canada jusqu’au Panama ; il a également été introduit en Europe continentale et sur l’archipel japonais.      |
|       | Procyon cancrivorus (G.(Baron) Cuvier, 1798) | Raton crabier, chien crabier               | D’après des études génétiques, les lignées du raton laveur et du raton crabier auraient divergé il y a environ 4,2 millions d’années. Ce dernier présente une fourrure plus courte et une morphologie plus gracile. | Du Costa Rica à la majeure partie de l’Amérique du Sud à l’est des Andes, jusqu’au nord de l’Argentine et de l’Uruguay. |
|       | Procyon pygmaeus (Merriam, 1901)             | Raton de Cozumel, raton laveur de Cozumel  | Tête et corps plus petits que ceux du raton laveur. La queue présente une teinte jaunâtre. | Cozumel, île située au large de la côte est de la péninsule du Yucatán au Mexique.                                      |

Certains ratons autrefois considérés comme des espèces distinctes sont désormais considérés comme identiques ou comme des sous-espèces de Procyon lotor. Cela inclut le raton laveur de la Barbade (P. gloveralleni), le raton laveur des Bahamas (P. maynardi), le raton laveur de la Guadeloupe (P. minor) et le raton laveur de Tres Marias (P. insularis), cette dernière est inscrit sur la liste rouge de l'UICN (EN).
L’espèce Procyon brachyurus (Wiegmann, 1837) a été décrite à partir de spécimens captifs ; son identité reste indéterminée, les restes des deux individus ayant servi à la décrire étant introuvables et probablement perdus.
Dans les systèmes de classification actuels, le raton laveur (Procyon lotor) et le raton crabier (Procyon cancrivorus) sont admis comme deux espèces distinctes à l’unanimité. Mais là où les autres système de classification admettent le raton de Cozumel  (Procyon pygmaeus) comme étant une troisième espèce distincte, NCBI (30 mars 2015) y intègre le raton laveur de la Gouadeloupe (Procyon minor) et Paleobiology Database (30 mars 2015) y intègre l’espèce fossile Procyon rexroadensis. 